# Volvo Museum
Il Volvo Museum è un museo di automobili che mostra lo sviluppo e la storia del primo costruttore svedese di veicoli, la Volvo.

## Descrizione
Il museo è ubicato a Göteborg in Svezia. Sono in esposizione mezzi che vanno dal primo modello prodotto, la Volvo ÖV 4 del 1927, fino alle odierne auto, camion, autobus ed altri prodotti. Sono poi esposte le scrivanie originali degli uffici dei fondatori Assar Gabrielsson e Gustaf Larson oltre ai prodotti Volvo Aero e Volvo Penta.
Il museo è aperto tutti i giorni, escluso il lunedì e le festività. Il museo si trova nell'area Arendal sull'isola Hisingen che si trova a circa 10 km ad ovest del centro di Göteborg.

## Alcuni dei modelli esposti

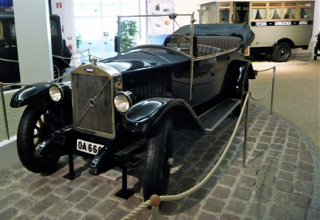
Volvo ÖV 4
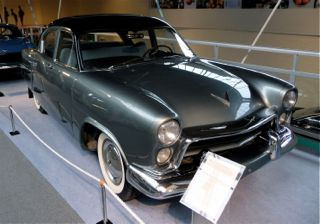
Volvo Philip
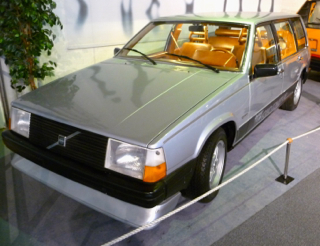
Volvo VCC
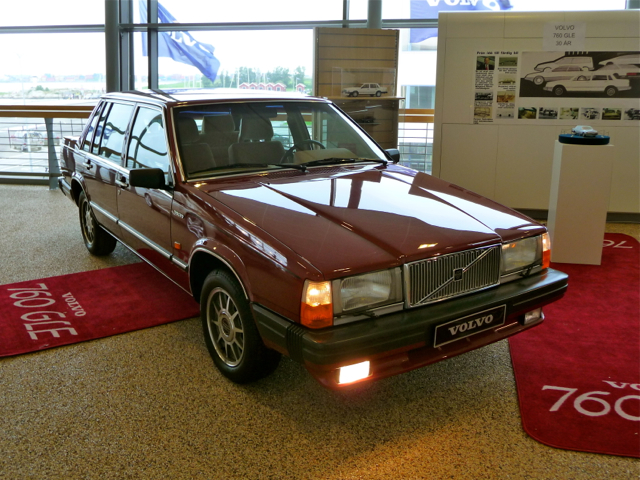
Volvo 760
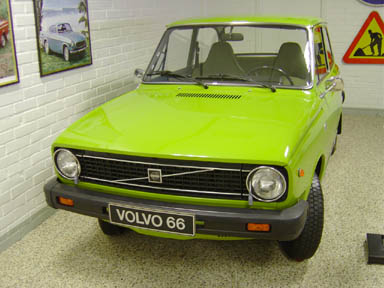
Volvo 66
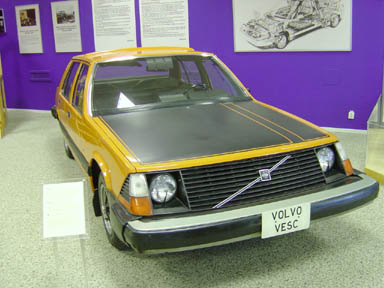
Volvo VESC
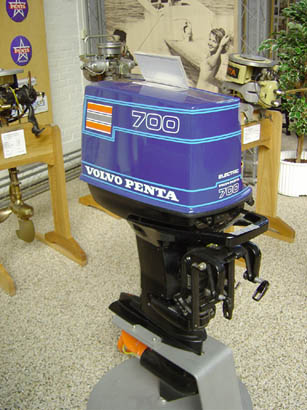
Volvo Penta
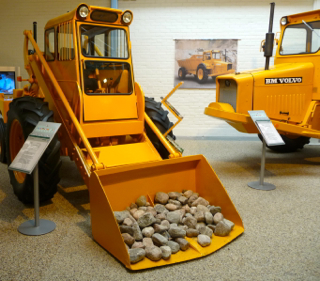